# William Wilson (conte)
William Wilson és un conte d'Edgar Allan Poe, escrit en anglés. L'ambientació s'inspira en els anys de formació de Poe fora de Londres. El conte segueix el tema del doppelgänger, però en aquest cas, el "doble" del protagonista no fa un paper de malvat, sinó que sempre apareix quan el William narrador actua d'una manera poc ètica o roïna.
S'hi pot veure que la data de naixement de William Wilson i Edgar Allan Poe coincideixen, tot i no ser el mateix any.
El publicà per primera volta la revista Burton's Gentleman's Magazine l'octubre de 1839, i després aparegué en la col·lecció de Tales of Grotesque and Arabesque.

## Resum
La història comença amb el narrador, anomenat William Wilson, denunciant el seu passat balafiador, tot i que no s'hi sent culpable, ja que entén que cap altra persona ha estat temptada així abans. Narra la infantesa i joventut de William en un col·legi isabelí. Relata que hi conegué un altre xic amb el seu mateix nom, semblant a ell i nascut el mateix dia, el 19 de gener, data d'aniversari d'Edgar Allan Poe. Competeix amb aquest xic, però l'altre el supera fàcilment, de manera que ho considera prova de la seua superioritat. Aquest xic comença a imitar la manera de vestir, de caminar i fins i tot de parlar del protagonista (tot i que té un defecte en la parla que només li deixa parlar mormolant), i arriba un moment en què William s'adona que aquest té exactament la seua mateixa cara. En veure això, William abandona immediatament l'acadèmia, només per descobrir que el seu doble s'ha marxat el mateix dia.
William amb el temps estudia a Eton i Oxford, i es fa com més va més depravat i guanya enormes quantitats de diners amb trampes en jugar a cartes amb un pobre noble i seduint una dona casada. En aquesta etapa apareix el seu doble de nou, amb la cara sempre coberta, murmurant uns mots que alerten a altres sobre el capteniment de William. En el darrer d'aquests incidents, en un ball a Roma, William arrossega el seu doble a una avantcambra i l'apunyala. Després de l'acció de William, apareix un enorme espill on aquest veu el rostre del mort, moment en què el narrador sent que està pronunciant les paraules: «en mi existies, i en la meua mort, mira quant fondament t'has assassinat a tu mateix».